# Блунир, Штефан
Штефан Блунир (нем. Stefan Blunier; род. 1964, Берн) — немецкий дирижёр швейцарского происхождения.

## Биография
Окончил Высшую школу Фолькванг в Эссене, где помимо дирижирования изучал фортепиано, трубу и композицию. Концертировал как пианист. Работал коррепетитором и дирижёром в оперных театрах Майнца, Аугсбурга, Мангейма. В 2001—2008 гг. генеральмузикдиректор Дармштадта. С 2008 г. генеральмузикдиректор Бонна и главный дирижёр Бетховенского оркестра; впервые выступил с оркестром в этом качестве 28 ноября, составив программу из сочинений Рихарда Штрауса, Арнольда Шёнберга и Дьёрдя Лигети. В феврале 2009 г. было объявлено, что с 2010 г. Блунир займёт также пост главного приглашённого дирижёра Национального оркестра Бельгии.